# Episodi di The Harper House
La prima stagione della serie animata The Harper House, composta da 10 episodi, è stata pubblicata negli Stati Uniti, da Paramount+, dal 16 settembre al 4 novembre 2021.
In Italia la stagione è inedita.
| nº | Titolo originale                                                                    | Pubblicazione USA |
| -- | ----------------------------------------------------------------------------------- | ----------------- |
| 1  | The Harper House                                                                    | 16 settembre 2021 |
| 2  | Conflicting Parenting Books                                                         | 16 settembre 2021 |
| 3  | The Perfect Gift                                                                    | 16 settembre 2021 |
| 3  | Marg Truck                                                                          | 16 settembre 2021 |
| 4  | That Old House                                                                      | 23 settembre 2021 |
| 4  | Friend Stacking                                                                     | 23 settembre 2021 |
| 5  | Baby Talk                                                                           | 30 settembre 2021 |
| 5  | Coupon Kid                                                                          | 30 settembre 2021 |
| 6  | Everyone in Town Must Eat a Piece of Barack Obama Before Midnight or the World Ends | 7 ottobre 2021    |
| 7  | Marshmallow Tests                                                                   | 14 ottobre 2021   |
| 8  | Home Alone on the 4th of July                                                       | 21 ottobre 2021   |
| 9  | Destination Funeral                                                                 | 28 ottobre 2021   |
| 9  | Making the Lie Real                                                                 | 28 ottobre 2021   |
| 10 | Bad Help                                                                            | 4 novembre 2021   |